# Eriospermum subtile
Eriospermum subtile är en sparrisväxtart som beskrevs av Pauline Lesley Perry. Eriospermum subtile ingår i släktet Eriospermum och familjen sparrisväxter. Inga underarter finns listade i Catalogue of Life.